# إدواردو وايت
إدواردو وايت (بالبرتغالية: Eduardo White‏) هو كاتب وشاعر موزمبيقي، ولد في 21 نوفمبر 1963 في كيليماني في موزمبيق، وتوفي في 24 أغسطس 2014 في مابوتو في موزمبيق.